# توپلیاش
توپلیاش (به انگلیسی: Tupliaš) از شهرهایی بود که کاسیان بعد از سال ۱۷۴۱ پیش از میلاد در میان‌رودان بنا نهادند. زمانی که جمگجویان کاسی دره دیاله را تصرف کردند، بخش سفلای آن دره به نام توپلیاش شناخته شد و بخش اعظم سکنه آن شهر از قبایل کاسی بودند.

## تمدن کاسی
گمان می‌رود کاسیان از دوران دیرین همچنانکه ایلامیان که همسایه و محتملا خویشاوند ایشان بودند در آغاز هزاره سوم پ.م. در جبال زاگرس می‌زیستند و بعدها به دامداری و زندگی نیمه اسکان یافته در کوه‌ها اشتغال داشتند.
کاسیان در برخی از نواحی ماد آینده هم سکونت گزیدند و به احتمال قوی نواحی مزبور به وجهی استوار جزو قلمرو دولت جدیدالتاسیس کاسی شد و به کاردونیاش موسوم گردید. کاردونیاش در درجه اول اراضی دره دیاله را مشتمل بود که بخش سفلای آن به نام توپلیاش موسوم گردید.